# Колесов, Иван Павлович
Иван Павлович Колесов — советский хозяйственный деятель.

## Биография
Родился в 1919 году в деревне Михеево. Член КПСС.
Окончил Ленинградский химико-технологический институт.
В 1941—1946 гг. — мастер Краснозаводского оборонного завода.
В 1946—1951 гг. — инженер-конструктор на заводе № 1, в 1951—1967 гг. — начальник отдела технического контроля, главный технолог, главный инженер, в 1967—1984 гг. — директор завода № 2 КБ-11 при Лаборатории № 2 АН СССР.
Почётный гражданин города Арзамас-16 (1982).
Лауреат Государственной премии СССР 1983 года закрытым Постановлением Совета Министров СССР и ЦК КПСС.
Умер в 1990 году в Арзамасе-16.

## Награды
- Орден Ленина (1971)
- Орден Трудового Красного Знамени (1954, 1956)
- Орден Знак Почёта (1961)